# Bond Breaker
Bond Breaker (em português:  Disjuntor de Ligação) é um jogo electrónico, desenvolvido por Andre Schirotzek, Andy Hall e pelo Grupo de Pesquisa do CASTL, e lançado em 28 de agosto de 2014 baseado em ciência real de escala nanométrica. O jogo é disponível na web, ou em dispositivos iPhone e Android.

## O Jogo
O jogador começa o jogo no menor estado possível - como um único próton. Seu próton experimentará forças subatômicas, e com sorte e determinação, pode se transformar em um átomo. Em seguida, ele irá colidir átomos juntos em moléculas, ou separá-las novamente usando lasers, microscópio de corrente de tunelamento e calor.